# Distretto di Aïn M'lila
Il distretto di Aïn M'lila è un distretto della provincia di Oum el-Bouaghi, in Algeria, con capoluogo Aïn M'lila.

## Comuni
Sono comuni del distretto:
- Aïn M'lila
- Ouled Hamla
- Ouled Gacem